# Arescon peregrina
Arescon peregrina är en stekelart som först beskrevs av Perkins 1910.  Arescon peregrina ingår i släktet Arescon och familjen dvärgsteklar. Inga underarter finns listade.